# Cantone di Dieulouard
Il Cantone di Dieulouard era una divisione amministrativa dell'arrondissement di Nancy.
È stato soppresso a seguito della riforma complessiva dei cantoni del 2014, che è entrata in vigore con le elezioni dipartimentali del 2015.
Comprendeva i comuni di:
- Blénod-lès-Pont-à-Mousson
- Dieulouard
- Fey-en-Haye
- Jezainville
- Maidières
- Montauville
- Norroy-lès-Pont-à-Mousson
- Pagny-sur-Moselle
- Prény
- Vandières
- Villers-sous-Prény